# Подлишевский, Авраам
Подлишевский Авраам (Авраам-Ицхак Вольфович) (26 декабря 1861, Остров Новогрудского уезда Минской губернии — 18 июня 1930, Отвоцк) — польский предприниматель и общественный деятель, участник сионистского движения.

## Биография
Родился в состоятельной семье Вольфа Подлишевского. С 1877 жил в Варшаве. Участник 8-го Сионистского конгресса (1907), на котором входил в руководящий орган от польских сионистов. В годы Первой мировой войны активно оказывал помощь еврейским беженцам.
В 1902 дебютировал в периодическом издание «Гацефира» (Варшава) под псевдонимом Моах (в 1912—1915 — соредактор газеты). В 1916 был среди основателей еженедельника на иврите «Га-Ам» в Москве. Был близким другом И. Л. Переца, писал статьи, рассказы и мемуары для его газеты «Ди йидише библиотек» и «Дер Юд» под псевдонимом Авром Вольфзон. В 1912—1930 сотрудничал с изданием «Хайнт» (Варшава) Сотрудничал в периодич. изд. на иврите. Принимал активное участие в сионистском движении Польши, состоял членом ЦК сионистской органи Польши, входил в состав Временного Национального совета. Возглавлял представительство Керен ха-Йесод в Польше.

## Книги
- «Memuarn», 1931
- «Z pamiętników podróży 1907 r. Palestyna przed laty dwudziestu»